# Ryszard Bodalski
Ryszard Bodalski (ur. 1932 w Wilnie, zm. 4 lutego 2019 w Łodzi) – polski chemik, profesor Politechniki Łódzkiej.
W latach 1950–1956 studiował na Wydziale Chemicznym Politechniki Łódzkiej. Pracę zawodową podjął w 1954 roku w Katedrze Chemii Nieorganicznej, a od 1956 roku pracował w Katedrze Syntezy Organicznej i następnie w Instytucie Chemii Organicznej Politechniki Łódzkiej. W 1963 roku obronił pracę doktorską, której opiekunem naukowym i promotorem był prof. dr Jan Michalski. W 1971 roku powołany na stanowisko docenta, w 1992 roku uzyskał tytuł profesora. W latach 1989–1990 pracował jako visiting professor w University of Massachusetts Amherst.
Jego zainteresowania naukowe obejmują  chemię zasad pirydynowych, chemię organiczną fosforu oraz szeroko pojętą syntezę organiczną, szczególnie problematykę syntezy, stereochemii oraz spektroskopii fosfonianów i związków pokrewnych, syntezę i reaktywność pochodnych kwasy metafosforowego oraz syntezę i aplikację uniwersalnych syntonów fosforoorganicznych.
Dorobek naukowo-badawczy obejmuje 117 publikacji, w tym prace i komunikaty oryginalne, publikacje monograficzne, patenty i opracowania dla przemysłu. Wypromował 8 doktorów.
W latach 1973–1985 był zastępcą dyrektora Instytutu Chemii Organicznej PŁ, a w latach 1992–2002 dyrektorem tego Instytutu. Członek rad naukowych Instytutu Chemii Organicznej PAN w Warszawie i Centrum Badań Molekularnych i Makromolekularnych PAN w Łodzi. W latach 1990–1991 był członkiem Rady Redakcyjnej „Polish Journal of Chemistry”. W latach 1988–2003 pełnił funkcję najpierw członka, a następnie przewodniczącego Rady Redakcyjnej „Wiadomości Chemicznych”.
W 1992 roku za wybitne osiągnięcia w dziedzinie chemii organicznej otrzymał Medal Stanisława Kostaneckiego przyznawany przez Polskie Towarzystwo Chemiczne.